# Bolszoje Dienisjewo
Bolszoje Dienisjewo (ros. Большое Денисьево) – wieś w Rosji, w rejonie grazowieckim obwódu wołogodzkiego. W 2002 liczyła 3 mieszkańców, z kolei w 2010 populacja miejscowości wynosiła 11 osób.